# أمل عرفة
أمل عرفة (18 مارس 1970 -)، ممثلة ومغنية وكاتبة سورية.

## المسيرة المهنية
هي ابنة الملحن سهيل عرفة، تخرجت من «المعهد العالي للفنون المسرحية» بدأت حياتها بالمشاركات الغنائية سوأ في سياق الأعمال التلفزيونية، أول ظهورٍ غنائي لها كان في سهرة تلفزيونية بعنوان «حمام القدس» في عام 1990 وخلال المهرجانات الخاصة كما قدمت عدد من الأغاني المنفردة وكان أول عمل غنائي لها هو «صباح الخير يا وطنا» مع فهد يكن، وكان دخولها للتمثيل عندما منحها المخرج هيثم حقي فرصة المشاركة في عملين هما «نجمة الصبح» و«شبكة العنكبوت»، ومنذ أول ظهور لها حققت خلالهما النجاح على الرغم من صغر مساحة دورها. إلا بدايتها الفعلية كانت بدور بهيرة في مسلسل «نهاية رجل شجاع» مع الفنان أيمن زيدان للمخرج نجدة إسماعيل أنزور واستطاعت خلال العمل تحقيق الشهرة ومعرفة الجمهور بها، بالإضافة لموهبتها في التمثيل والغناء فقد قامت بتأليف عدد من الأعمال وكان العمل الأول الذي قامت بكتابته وتأليفه مسلسل «دنيا» وهو العمل الذي قامت ببطولته أيضًا ولقبت بشخصية المسلسل «دنيا أسعد سعيد»، وهي عضو في «نقابة الفنانين السوريون» منذ عام 1991.
قدمت العديد من اللوحات الاستعراضية وأهمها في حفل افتتاح «مهرجان دمشق السينمائي» في عام 1996 بمناسبة مئوية السينما من إخراج جمال سليمان، وأغنية «غزالة» التي قدمتها في إحدى دورات مهرجان الأغنية السورية.

### تقديم البرامج
قامت بتقديم عدد من البرامج التلفزيونية، على التلفزيون السوري ومنها «أمل بعد الإفطار»، «لو كنت مكاني»، وبرنامج «ابتسامات» الذي بث في فترة من الفترات على قناة إم بي سي 1 وعلى ذات القناة قامت بمشاركة الإعلامي مصطفى الآغا بتقديم برنامج صدى الملاعب في فترة من الفترات. بعد غيابها الطويل عن التقديم وانشغالها بالتمثيل عادت مجددًا لتقديم البرامج في سبتمبر 2018 من خلال البرنامج الفني «فيه أمل» الذي بث على قناة لنا.

## الحياة الشخصية
في عام 2003 تزوجت من الممثل عبد المنعم عمايري، وأنجبا ابنتان هما «سلمى» المولودة في عام 2005 و«مريم» المولودة بعام 2008. في عام 2015 أعلن عن انفصالهما.
كشفت وثيقة سربَّها موقع ويكيليكس ضمن ملفات سوريا في عام 2012 أن عرفة طلبت من وزارة رئاسة جمهورية بشار الأسد أن يمنح ابنتها الثانية (مريم) الجنسية السوريَّة، أسوةً بالطفلة الأولى (سلمى) للتتمكن من الالتحاق بالمدرسة.

## أعمالها

### أعمال التمثيل

#### التلفزيونية
| سنة الإنتاج | المسلسل                                                      | الشخصية                           |
| ----------- | ------------------------------------------------------------ | --------------------------------- |
|             | سبع طوابق فيلم تلفزيوني                                      |                                   |
| 1990        | نجمة الصبح                                                   |                                   |
| 1990        | شبكة العنكبوت                                                |                                   |
| 1991        | سحبان السرحان                                                |                                   |
| 1992        | سكان الريح                                                   |                                   |
| 1992        | السوار                                                       | فاتن                              |
| 1993        | عيلة خمس نجوم                                                | سمر                               |
| 1994        | نهاية رجل شجاع                                               | بهيرة                             |
| 1994        | دخان البنادق                                                 | مناوي                             |
| 1994        | العليل                                                       | هديل                              |
| 1994        | حمام القيشاني ثلاث أجزاء، الجزء الثاني عام 1997 والثالث 1998 | سهام                              |
| 1994        | موزاييك لوحة حادثة اختطاف والتكريم                           |                                   |
| 1995        | الجوارح                                                      | العنقاء                           |
| 1996        | صوت الفضاء الرنان                                            |                                   |
| 1996        | خان الحرير الجزء الثاني عام 1998                             | فضة (هنوف السمرا)                 |
| 1996        | القصاص                                                       | الذئبة أسماء                      |
| 1997        | خيط الدم                                                     | حسنة                              |
| 1997        | بنت الضرة                                                    | هالة                              |
| 1998        | إخوة التراب الجزء الثاني                                     |                                   |
| 1998        | ذاكرة صعبة فيلم تلفزيوني                                     |                                   |
| 1998        | الطويبي                                                      | ضيفة شرف                          |
| 1998        | البحر أيوب                                                   |                                   |
| 1999        | آخر أيام التوت                                               | ضحكة                              |
| 1999        | دنيا                                                         | دنيا أسعد سعيد                    |
| 1999        | مشروع أم - فيلم تلفزيوني                                     |                                   |
| 2000        | الخوالي                                                      | لطفية                             |
| 2000        | حب تحت اسم آخر                                               |                                   |
| 2000        | أسرار المدينة                                                | زاهية                             |
| 2001        | سحر الشرق                                                    | درية                              |
| 2002 - 2016 | بقعة ضوء حلقات منفصلة، عدة أجزاء                             | شخصيات متعددة                     |
| 2002        | الوصية                                                       | منى                               |
| 2002        | أبيض أسود رمادي                                              |                                   |
| 2002        | صقر قريش                                                     | زينب                              |
| 2003        | امرأة في الظل                                                |                                   |
| 2003        | قبل الغروب                                                   |                                   |
| 2003        | ذكريات الزمن القادم                                          | نادين                             |
| 2004        | هومي هون                                                     | لمى                               |
| 2004        | عالمكشوف حلقات منفصلة                                        | ضيفة شرف                          |
| 2004        | عشتار                                                        | عشتار (نيرمين)                    |
| 2005        | الغراب                                                       |                                   |
| 2005        | المارقون                                                     |                                   |
| 2006        | القضية 6008                                                  |                                   |
| 2006        | حسيبة                                                        | حسيبة                             |
| 2006        | ندى الأيام                                                   | أمل                               |
| 2006        | وشاء الهوى                                                   | مدى                               |
| 2006        | كسر الخواطر                                                  | رمزية                             |
| 2006        | غزلان في غابة الذئاب                                         | غادة                              |
| 2007        | الليلة الثانية بعد الألف                                     | شهرزاد                            |
| 2007        | سيرة الحب حلقات منفصلة                                       | شخصيات متعددة                     |
| 2007        | زمن الخوف                                                    | هازار                             |
| 2008        | أسال روحك                                                    |                                   |
| 2008        | أولاد القيمرية الجزء الثاني عام 2009                         | قمر                               |
| 2009        | أصوات خافتة                                                  | سلمى                              |
| 2009        | قلوب صغيرة                                                   | أم طارق                           |
| 2009        | هموم صغيرة - مسلسل إذاعي                                     |                                   |
| 2010        | بعد السقوط                                                   | نجوى                              |
| 2010        | صبايا الجزء الثاني، ضيفة بإحدى الحلقات                       | ميساء                             |
| 2010        | الزلزال                                                      | نجوى                              |
| 2010        | تخت شرقي                                                     | أماني                             |
| 2010        | أسعد الوراق                                                  | منيرة                             |
| 2011        | كشف الأقنعة                                                  | سوسن                              |
| 2011        | الزعيم                                                       | زهزهان                            |
| 2011        | طعم الليمون - فيلم تلفزيوني                                  |                                   |
| 2012        | ما بتخلص حكايتنا حلقات منفصلة                                | شخصيات متعددة                     |
| 2012        | رفة عين                                                      | هدية                              |
| 2012        | المفتاح                                                      | ليلى                              |
| 2014        | الحقائب                                                      | فداء                              |
| 2014        | الغربال الجزء الثاني عام 2015                                | أم جابر                           |
| 2015        | دنيا 2                                                       | دنيا أسعد سعيد                    |
| 2016        | جريمة شغف                                                    | هيفاء                             |
| 2016        | مدرسة الحب                                                   | 3 ثلاثيات                         |
| 2017        | الرابوص                                                      | نادين                             |
| 2018        | سايكو                                                        | وصال / حكمت / نجدت / ناجية / دلال |
| 2019        | كونتاك                                                       | انتصار                            |
| 2020        | حارس القدس                                                   | ريما                              |
| 2020        | شارع شيكاغو                                                  | سماهر / ميرامار                   |
| 2021        | شهر 10                                                       | كندة                              |
| 2022        | وثيقة شرف                                                    | نوران                             |
| 2022        | عازفة الكمان                                                 | ديالا                             |
| 2022        | حوازيق                                                       |                                   |
| 2022        | شرف                                                          | آسيا                              |
| 2023        | براندو الشرق                                                 |                                   |
| 2023        | مربى العز                                                    | ملكة                              |
| 2023        | زقاق الجن                                                    | شيماء                             |
| 2023        | حارة القبة الجزء الثالث                                      | إخلاص                             |
| 2024        | وصايا الصبار                                                 |                                   |
| 2024        | أغمض عينيك                                                   | حياة                              |
| 2025        | يا أنا يا هي                                                 |                                   |
| 2025        | بدم بارد                                                     | ديالا                             |
| 2025        | السبع                                                        |                                   |
| 2025        | كذب أبيض                                                     |                                   |

### الأعمال التي قامت بكتابتها
- مسلسل دنيا.
- مسلسل عشتار.[11]
- مسلسل رفة عين.
- مسلسل دنيا 2.
- مسلسل سايكو.

#### في السينما
| سنة الإنتاج | الفيلم       | الشخصية |
| ----------- | ------------ | ------- |
| 1993        | شيء ما يحترق |         |
| 1995        | صعود المطر   |         |
| 2009        | الليل الطويل | ليلى    |
| 2018        | عزف منفرد    |         |

#### في المسرح
| سنة الإنتاج | المسرحية                    | الشخصية |
| ----------- | --------------------------- | ------- |
|             | روميو وجوليت                |         |
| 1997        | القراصنة - عرضت في الكويت   |         |
| 1998        | العنب الحامض (عروض موسم 98) |         |
| 2008        | الملكة ضيفة خاتون           |         |

### الألبومات الرسمية
| سنة الطرح | الألبوم          | المنتج    | الأغاني |
| --------- | ---------------- | --------- | --- |
| 1986      | أمانة يا سنين    | نوارة     | أمانة ياسنين، إلى الحب، شمس الطفولة، خلصت الحكي، لك زرعت الوفا، بالتأكيد ماهي محبة، أكثر ما بتتصور         |
| 2000      | على أحر من الجمر | ميجا ستار | على أحر من الجمر، لازم تبعد عني، بعدك على بالي، صغيرة على الحب، ذهب، عطني وعد، تنازلت لك، إلى من يهمه أمري |

### الأغاني المصورة
| اسم الأغنية      | المنتج           | إخراج            |
| ---------------- | ---------------- | ---------------- |
| نظرة فإبتسامة    | ايغل فيلمز       | صفوان مصطفى نعمو |
| دور عحالي        | إنتاج خاص        | مصطفى البرقاوي   |
| قولوا الله       | إنتاج خاص        | سيف شيخ نجيب     |
| على أحر من الجمر | ميغا ستار        | خالد الحداد      |
| لازم تبعد عني    | ميغا ستار        | خالد الحداد      |
| بلاك             | التلفزيون السوري | عصام الصيداوي    |
| وحدك حبيبي       | التلفزيون السوري | خالد الشماط      |
| ذهب              |                  |                  |
| سأكتب عنك الكثير |                  |                  |

#### الأغاني المنفردة
| - صباح الخير يا وطنًا. - دمت للتاريخ. - يمي يمي (بمشاركة جوليا بطرس وسوسن الحمامي). - وين الملايين (بمشاركة جوليا بطرس وسوسن الحمامي). - يا حمام القدس نوح نوح (بمشاركة جوليا بطرس وسوسن الحمامي). - على أحر من الجمر. - لازم تبعد عني. - لك زرعت الوفا. - مكان على بال. - وحدك حبيبي. - غيرانة. - أعترفلك. - إلى من يهمه أمري. | - إلى حبيبي. - بلاك. - بعدك على بالي. - تنازلت لك. - ذهب. - زارني. - صغيرة عن الحب. - عطني وعد. - فاجأني هواك. - دونك جوبة (بمشاركة فهد يكن). - كان الزمان ينسي. - مش عيب (بمشاركة فهد يكن). - ماهي محبة فيك. |

## الجوائز والتكريم
حصلت على عدد كبير من الجوائز ومنها:
| - تونس - جائزة أفضل أداء غنائي عن أغنيتها «زارني». - الإمارات العربية المتحدة - جائزة أفضل أداء غنائي في «مهرجان أبو ظبي للأغنية العربية» عن أغنيتها «بلاك». - 2003: المغرب - جائزة لجنة التحكيم الخاصة في «مهرجان الأغنية العربية» في الرباط. - 2003: لبنان - أفضل ممثلة عربية في استفتاءات المجلات اللبنانية عن دورها في «ذكريات الزمن القادم». - 2006: سوريا - أفضل ممثلة عن دورها في المسلسلات «غزلان في غابة الذئاب» و«كسر الخواطر» و«وشاء الهوى». - 2007: سوريا - جائزة أدونيا أفضل ممثلة دور أول عن دورها في مسلسلي «حسيبة» و«زمن الخوف». | - 2009: سوريا - تكريم في مهرجان دمشق السينمائي عن مشوارها الفني. - 2010: سوريا - جائزة أفضل ممثلة دور أول من مهرجان أدونيا عن دورها في مسلسل «بعد السقوط». - 2009: سوريا جائزة الإبداع الإذاعي الأول للاعمال الدرامية: أفضل ممثلة دور أول عن مسلسل هموم صغيرة. - 2010: الإمارات العربية المتحدة أفضل ممثلة في استفتاء مجلة سيدتي عن أسعد الوراق وتخت شرقي وبعد السقوط وزلزال وبقعة ضوء. - 2011: الإمارات العربية المتحدة تكريم من مجلة سيدتي كأفضل ممثلة كوميدية في المرتبة الأولى. - 2012: العراق - جائزة أفضل مسلسل إجتماعي عن بطولتها وتأليفها مسلسل «رفة عين». - 2012: تونس - جائزة أفضل مسلسل عربي في المهرجان العربي للإذاعة والتلفزيون عن دورها في مسلسل «رفة عين». - 2016: الإمارات العربية المتحدة جائزة أفضل ممثلة سورية كوميدية في استفتاء «مجلة سيدتي». |

## روابط خارجية
- أمل عرفة على موقع IMDb (الإنجليزية)
- أمل عرفة على موقع قاعدة بيانات الأفلام العربية
- أمل عرفة على موقع قاعدة بيانات الفيلم (الإنجليزية)